# 節制
節制（せっせい、希: σωφροσύνη, 羅: temperantia, 英: temperance）とは、古代ギリシア以来の西洋における重要な徳目の1つ。「枢要徳」（四元徳）の1つにも数えられる。

## 歴史

### 古代ギリシア
ギリシア語で節制を意味する「ソープロシュネー」（希: σωφροσύνη）は、「ソー」（健全な）と「プロシュネー」（思慮）の合成語であり、語義通りには、「思慮の健全さ」を意味する。
プラトンは、初期の対話篇『カルミデス』にて、これを主題的に扱っている。